# Beaufort (Isère)
Beaufort település Franciaországban, Isère megyében. Lakosainak száma 576 fő (2022. január 1.). Beaufort Pajay, Thodure, Lentiol, Marcollin, Penol, Pommier-de-Beaurepaire és Saint-Barthélemy községekkel határos.

## Népesség
A település népességének változása:
| Lakosok száma | 373  | 369  | 406  | 517  | 576  | 564  | 548  | 561  | 583  | 576  |
|               | 1968 | 1982 | 1990 | 2006 | 2013 | 2015 | 2017 | 2019 | 2020 | 2022 |